# Thyenula fidelis
Thyenula fidelis là một loài nhện trong họ Salticidae.
Loài này thuộc chi Thyenula. Thyenula fidelis được Wanda Wesołowska & Haddad miêu tả năm 2009.